# Michael Schindele
Michael Schindele (* 27. Januar 1994 in Ellwangen) ist ein deutscher Fußballspieler. Der Innenverteidiger steht bei den Sportfreunden Dorfmerkingen unter Vertrag.

## Karriere

### Vereine
Schindele begann seine Karriere 1999 beim SV Eintracht Kirchheim und ging 2007 zum TSV 1861 Nördlingen. Von 2009 bis 2011 spielte er in der Jugend des FC Augsburg, anschließend wechselte er in die A-Jugendmannschaft des 1. FC Kaiserslautern.
Für dessen zweite Mannschaft kam er am 5. April 2013 beim 1:1 gegen die SG Sonnenhof Großaspach zu seinem ersten Einsatz in der Regionalliga Südwest. Zur Saison 2013/14 rückte er fest in den Kader der zweiten Mannschaft auf. Sein erstes Tor in der Regionalliga Südwest erzielte Schindele am 21. April 2015 beim 3:1-Sieg im Heimspiel gegen die TuS Koblenz.
Am 16. Juli 2014 unterschrieb Schindele seinen ersten Profivertrag mit einer Laufzeit bis zum 30. Juni 2017. Am 14. März 2015 debütierte er beim 2:1-Sieg im Heimspiel gegen den 1. FC Nürnberg für die erste Mannschaft in der 2. Bundesliga, als er in der 55. Minute für Willi Orban eingewechselt wurde. Nach Vertragsende schloss sich Schindele dem Regionalligisten SSV Ulm 1846 an.
Im August 2019 wechselte Schindele zu den Sportfreunden Dorfmerkingen in die Oberliga Baden-Württemberg. In der Pressemitteilung wurden berufliche Gründe für den Wechsel in den Amateurbereich genannt.

### Nationalmannschaft
Am 9. November 2011 debütierte Schindele beim 2:1-Sieg gegen Italien in der deutschen U18-Nationalmannschaft. Im Dezember desselben Jahres kam er zu zwei weiteren Einsätzen gegen Israel (1:2) und Japan (2:0).